# Alfredo Barros Errázuriz
Alfredo Barros Errázuriz (Santiago de Chile, 11 de mayo de 1875 — ibíd., 6 de julio de 1968), fue un abogado, jurista, diputado, senador chileno y creador de la Comuna de Providencia.

## Primeros años de vida
Era hijo de Juan de la Cruz Barros Fuenzalida y de Ludmila Errázuriz Ovalle. Fue sobrino nieto de Diego Barros Arana y Ramón Barros Luco;[cita requerida] Bisnieto del presidente Fernando Errázuriz Aldunate[cita requerida] y sobrino de Rodolfo Errázuriz Ovalle.
Realizó sus estudios secundarios en el colegio San Ignacio, obteniendo su título de banchiller en humanidades en 1891. Ese mismo año ingreso a estudiar derecho en la reciente creada Universidad Católica, carrera que en sus dos últimos años curso en la Universidad de Chile. El 26 de mayo de 1896, cumpliendo sus 21 años de edad, obtuvo el título de abogado. En ese año, la Corte Suprema de Justicia estaba integrada por destacados juristas como son Gregorio Víctor Amunategui, Leopoldo Urrutia y José Alfonso.

### Matrimonio e hijos
Se casó el 4 de noviembre de 1897 con Isabel Casanueva Opazo (bisnieta de Andrés Bello Lopez) con quien tuvo nueve hijos, que fueron María, Alfredo, José María, Ines, Raquel, Carlos, Isabel, Rosa y Carmen. 

## Vida pública

### Parlamentario
En 1891 ingreso a la administración pública, como empleado del ministerio del interior. Ocupó en esa repartición los cargos de archivero y jefe de sección de gobierno interior y de municipalidades hasta 1901. Desde ahí impulso en 1897 la creación de la Comuna de Providencia, de la que era de sus primeros vecinos, redactando el correspondiente decreto de su creación y siendo su primer Secretario Municipal.
Ingreso a la cámara de diputados por primera vez en el período 1906 - 1909 por los distritos de Yungay y Bulnes. Reelecto por el mismo distrito para el periodo de 1909 - 1912. Fue miembro de las comisiones permanentes de la cámara de diputados de Legislación y Justicia.
En el período 1912 - 1918 fue elegido senador por Llanquihue, posteriormente 1918 - 1924 fue elegido senador por Linares y el periodo de 1926 - 1934 fue elegido senador por Ñuble, Concepción y Bio-Bio. Como senador se incorporó a las comisiones permanente de Legislación y Justicia, de Instrucción Pública, de educación pública, del Ejército de Chile y Marina. Finalmente en la comisión permanente de Constitución, legislación, justicia y reglamentos.
Perteneció desde el comienzo de su vida parlamentaria al Partido Conservador de Chile (1906), siendo uno de sus principales miembro, llegando a obtener la presidencia honorífica del partido por 20 años. Posteriormente formó con otros dirigente políticos el Partido Nacional de Chile.
Se destacó en su labor legislativas su facilidad para redactar en forma clara y concisa, esto le otorgó gran autoridad entre sus pares. Su fuente de inspiración de distintas leyes sociales (habitaciones obreras, descanso dominical, accidentes laborales, semana corrida y otras) fue la encíclica Papal Rerum novarum.

### Ministro de estado

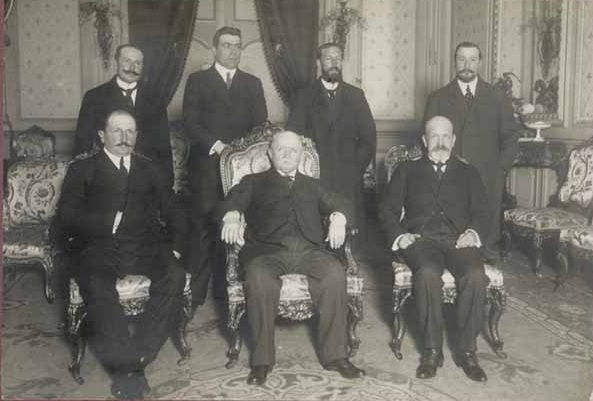
Alfredo Barros Errázuriz de pie al centro.
Gabinete del presidente Ramón Barros Luco.

Bajo la presidencia de su tío, Ramon Barros Luco, fue nombrado ministro de hacienda, cargo que ejerció por unos pocos días, desde el 3 al 6 de septiembre de 1914 y posteriormente ministro de Guerra y Marina (actualmente Ministerio de Defensa Nacional) desde el 6 de septiembre al 15 de diciembre de 1914. Este período de ministro le tocó el inicio de la Primera Guerra Mundial donde planteo la neutralidad de Chile en dicho conflicto bélico.

## Vida académica y laboral
En 1904 fue designado profesor de la cátedra derecho civil de la Universidad Católica de Chile, dedicando a ella 27 años de vida. Escribió Curso del Derecho Civil compuesto por cinco volúmenes en 1931, en esta obra abarcó el examen completo y sistemático de las normas civiles. Este obra sirvió y sirve de consulta de jueces y abogados. 
Fue uno de los creadores y primer presidente de la Caja Bancaria de Pensiones. En 1923 fue director y en 1931 presidente de La Sociedad Periodística Popular. Director y presidente de la Compañía Carbonífera de Lirquén. Consejero del Banco de Santiago, fundador, director y Director honorario del Banco Español de Chile. 
Se distinguió como un hombre de una fe profundamente católica, donde fue máximo dirigente de instituciones religiosas como Las Congregaciones Marianas de Chile, La Acción Católica de Chile, El voto nacional de O´Higgins. El Papa Pio XI en 1938, lo condecoro como Caballero de la Orden Piana, grado de comendador, en reconocimiento al servicio a la iglesia católica.

## Muerte
Este abogado, a través, de su larga vida, murió a los 93 años de edad, sobresalió en el foro político, en la cátedra universitaria, en la legislatura parlamentaria, en las actividades religiosas y sociales, en la direcciones y asesorías en empresas del mundo privado. Con su talento y claridad de espíritu corrían por su ser una tenacidad incansable. Todos lo anterior lo convierten como uno de los chilenos más notables del siglo XX. Por su notoria preparación y sus actuar justo y bondadoso fue para muchas generaciones un ejemplo a seguir de vida y austeridad.